# Pterolophia longicornis
Pterolophia longicornis là một loài bọ cánh cứng trong họ Cerambycidae.